# Vaza des Seychelles
Coracopsis barklyi
Espèce
Synonymes
- Coracopsis nigra barklyi E. Newton, 1867
- Mascarinus barklyi (E. Newton, 1867)

Statut de conservation UICN

 VU D1 : Vulnérable
Le Vaza des Seychelles (Coracopsis barklyi) est une espèce d'oiseaux de la famille des Psittacidae. Il a été autrefois considéré comme une sous-espèce du Vaza noir (C. nigra).
Son épithète spécifique est attribué au gouverneur colonial britannique Henry Barkly (1815-1898).

## Répartition
Cet oiseau est endémique des îles Praslin et Curieuse aux Seychelles.